# Agathidinae
Agathidinae (лат.) — подсемейство паразитических наездников из семейства браконид (Braconidae). Размеры средние, около 12—14 мм, самки многих видов имеют очень длинный яйцеклад.

## Признаки
Жилкование крыльев полное, но смещённое к середине. Затылочный валик не развит. Личинка 1-го возраста так называемого полипоидного типа отличается от всех других браконид ноговидными отростками на большинстве сегментов тела.

## Биология
Большинство видов — паразитоиды бабочек Lepidoptera, развиваются внутри гусениц.

## Генетика
Гаплоидный набор хромосом n = 11.

## Классификация и распространение
Известно около 50 родов и около 1000 видов, большинство в тропиках. Выделяют 6 триб: Agathidini Haliday, 1833, Cremnoptini Sharkey, 1992, Disophrini Sharkey, 1992, Earinini Sharkey, 1992, Lytopylini Sharkey, 2017 и Mesocoelini van Achterberg, 1990. На Ближнем Востоке 80 видов (12 родов), в Иране — 47 видов.
Мировая фауна включает 50 родов и около 1200 видов (большинство из родов Agathis и Alabagrus), в Палеарктике — 12 родов и около 160 видов. Фауна России включает 12 родов и более 63 видов наездников-ихневмонид этого подсемейства.

### Список родов
- Aerophilus Szépligeti, 1902[4]
- Agathirsia Westwood, 1882
- Agathis Latreille, 1804 (около 150 видов, в Палеарктике — 60)
- Alabagrus Enderlein, 1804  (около 200 видов)[5][6]
- Amputoearinus
- Aneurobracon (ранее в Orgilinae)
- Austroearinus
- Bassus
  - =Aerophilus
- Balcenema
- Biroia
- Braunsia
- Camptothlipsis
- Coccygidium
- Crassomicrodus
- Cremnops Foerster, 1862
- Cremnoptoides
- Dichelosus
- Disophrys Forster, 1862 (около 100 видов, в Палеарктике — 10)
- Earinus
- Euagathis
- Facilagathis
- Gyrochus
- Hemichoma[7]
- Holcotroticus
- Hypsostypos
- Liopisa
- Lytopylus[8]
- Macroagathis Szépligeti, 1908
- Marjoriella
- Mesocoelus (ранее в Orgilinae)
- Monophrys
- Neothlipsis
- Oreba
- Pelmagathis
- Platyagathis
- Plesiocoelus
- Protroticus van Achterberg, 1988
- Pseudocremnops
- Sesioctonus
- Troticus Brullé, 1846
- Zacremnops
- Zamicrodus[9]
- Zelomorpha[7]